# クラブ・アルマグロ
クラブ・アルマグロ (スペイン語: Club Almagro) は、アルゼンチンの首都ブエノスアイレスを本拠地とするサッカークラブである。2021シーズンはプリメーラB・ナシオナル（2部）に所属している。

## タイトル

### 国内タイトル
- プリメーラB・メトロポリターナ (3部) : 2回
  - 1937, 1968[1]
- プリメーラC・メトロポリターナ (4部) : 1回
  - 1971[1]

## 過去の成績
| シーズン | リーグ                               | 順位 | 備考                                               |
| -------- | ------------------------------------ | ---- | -------------------------------------------------- |
| 2007-08  | プリメーラB・ナシオナル              | 14位 |                                                    |
| 2008-09  | プリメーラB・ナシオナル              | 20位 | プリメーラB・メトロポリターナに降格                |
| 2009-10  | プリメーラB・メトロポリターナ        | 18位 |                                                    |
| 2010-11  | プリメーラB・メトロポリターナ        | 11位 |                                                    |
| 2011-12  | プリメーラB・メトロポリターナ        | 10位 |                                                    |
| 2012-13  | プリメーラB・メトロポリターナ        | 4位  |                                                    |
| 2013-14  | プリメーラB・メトロポリターナ        | 12位 |                                                    |
| 2014     | プリメーラB・メトロポリターナ・ソナB | 11位 |                                                    |
| 2015     | プリメーラB・メトロポリターナ        | 7位  | 昇格トーナメント1位でプリメーラB・ナシオナルに昇格 |
| 2016     | プリメーラB・ナシオナル              | 12位 |                                                    |
| 2016-17  | プリメーラB・ナシオナル              |      |                                                    |

## 歴代監督
- パブロ・モッタ
- マリオ・リッツィ
- マルセロ・ストラッシア
- ホルヘ・ソラーリ 2003-2004, 2005
- カルロス・アルベルト・マジョール 2017

## 歴代所属選手

### DF
- フランシスコ・マシエル 1998-2001

### MF
- リカルド・カルソ・ロンバルディ 1986-1988
- ルーカス・プシネリ 1997-1999
- ホナタン・サンターナ 2000-2001
- セバスティアン・カレラ 2001-2004
- エマヌエル・クリオ 2004-2005
- ホナス・グティエレス 2021-

### FW
- / ライムンド・オルシ 1938
- フェデリコ・ニエト 2002-2005
- オスバルド・ミランダ 2004-2005